# Borden Classic 1983
Il Borden Classic 1983 è stato un torneo di tennis giocato sul cemento. È stata la 10ª edizione del torneo, che fa parte del Virginia Slims World Championship Series 1983. Si è giocato a Tokyo in Giappone, dal 10 al 16 ottobre 1983.

## Campionesse

### Singolare
Lisa Bonder-Kreiss ha battuto in finale  Laura Gildemeister con il punteggio di 6–1, 6–3

### Doppio
Chris O'Neil /  Pam Whytcross hanno battuto in finale  Brenda Remilton-Ward /  Naoko Satō con il punteggio di 5–7, 7–6, 6–3